# Маргарете Бранд
Мириам Маргарете Бранд (на немски: Miriam Margarete Brandt) e израелски психоаналитик.

## Биография
Родена е на 21 ноември 1892 година в Бронишвайц, днес Бронищевице, Германска империя, в семейството на Исак Бранд и Амали Йоаким. Има брат Волфганг Магнус (р. 1892) и сестра Елфриде (р. 1900). През 1911 г. учи в училището „Августа Виктория“, а после в женското училище „Аведсхоф“. През 1918 г. завършва медицина в Берлин, като учи дисциплината във Фрайбург и Хайделберг. В периода 1926 – 1933 г. работи като лекар в Берлин. По същото време започва да учи психоанализа в Берлинския психоаналитичен институт и се подлага на обучителна анализа при Макс Айтингон. След идването на Хитлер на власт емигрира в Палестина, където работи в новооснования местен психоаналитичен институт. Айтингон умира през 1943 г. и Бранд го наследява начело на психоаналитичния институт. Там работи като психоаналитичен консултант на детски градини и клиники. През 1954 и 1959 г. се появява като секретар на Израелското психоаналитично общество. От 1964 г. е психоаналитик към обществото. Заедно със сестра си Елфриде Бранд живее в стая на института.
Умира на 29 януари 1977 година в Йерусалим.